# Jane Furse
Jane Furse - miasto w Republice Południowej Afryki, położone w prowincji Limpopo, w dystrykcie Sekhukhune, w gminie Makhuduthamaga której jest siedzibą administracyjną.